# Sęp indyjski
Sęp indyjski (Gyps indicus) – gatunek dużego ptaka padlinożernego z rodziny jastrzębiowatych (Accipitridae), zamieszkujący Azję Południową. Krytycznie zagrożony wyginięciem.

## Systematyka
Obecnie gatunek ten jest uznawany za monotypowy. Do początku XXI wieku za jego podgatunek uznawano sępa długodziobego (G. tenuirostris), jednak został on wydzielony do osobnego gatunku, co potwierdziły badania molekularne.

## Zasięg występowania
Indie i południowo-wschodni Pakistan. 

## Morfologia

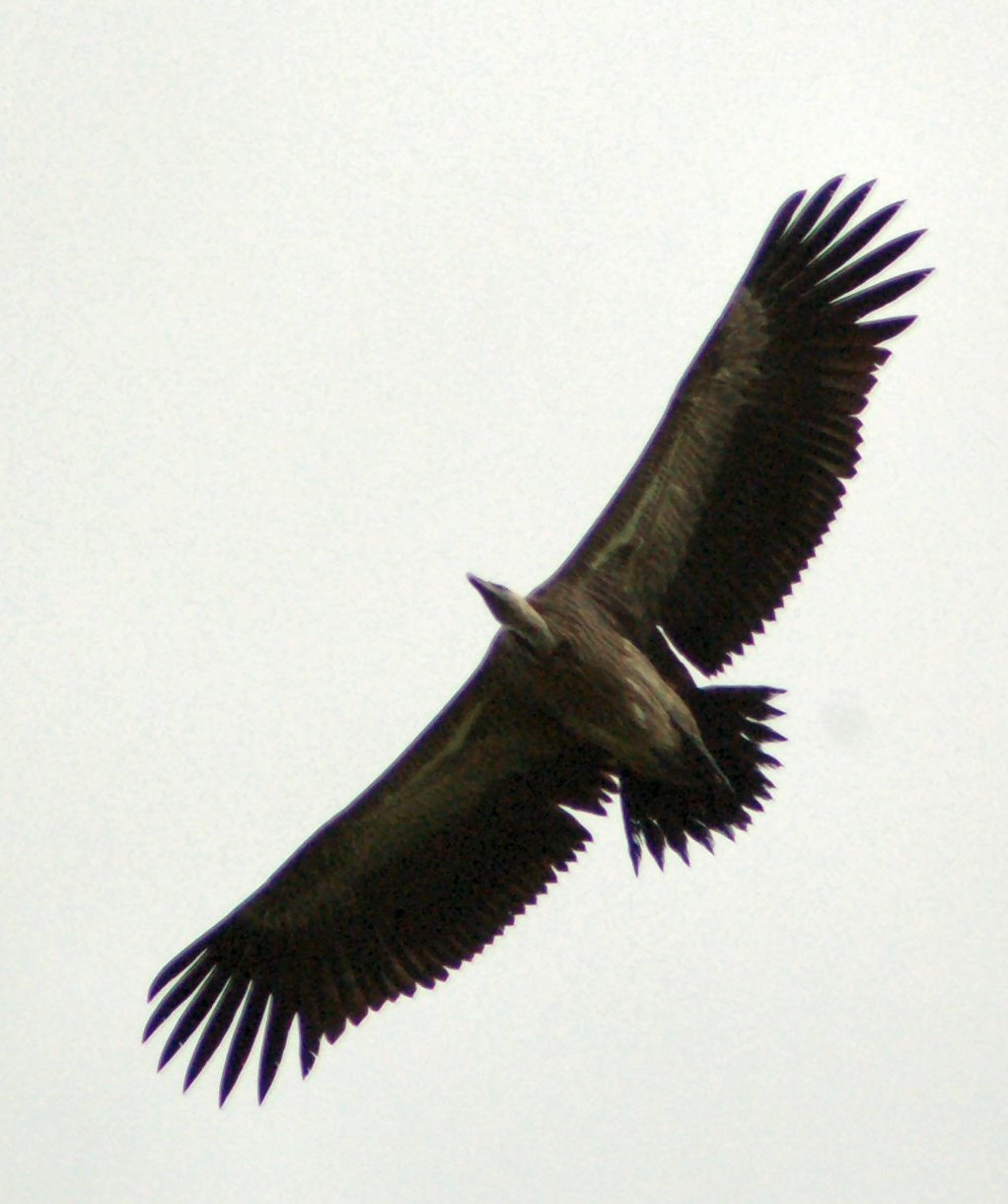
Sęp indyjski w locie

Rozpiętość skrzydeł wynosi 240 cm przy długości ciała wynoszącej 90 cm. Ubarwienie spodu tułowia i tylnej części skrzydeł jest brązowo-beżowe, lotki ciemnoszare, dolna część grzbietu jest bladobeżowa, a kryza beżowa.

## Ekologia i zachowanie
Występuje w miastach, miasteczkach i wioskach w pobliżu obszarów uprawnych oraz na terenach otwartych i zalesionych.
Gniazduje w koloniach liczących do 20 par. Gniazda zwykle usytuowane są na klifach bądź w ruinach, bardzo rzadko na drzewach; w 2011 roku doniesiono o gnieździe zlokalizowanym na słupie wysokiego napięcia w Radżastanie.
Żywi się niemal wyłącznie padliną. Często żeruje wspólnie z sępem bengalskim (G. bengalensis).

## Status
Międzynarodowa Unia Ochrony Przyrody (IUCN) uznaje sępa indyjskiego za gatunek krytycznie zagrożony (CR – critically endangered) nieprzerwanie od 2002 roku, kiedy to po raz pierwszy został przez tę organizację sklasyfikowany w obecnym ujęciu systematycznym. Liczebność populacji szacuje się na około 30 tysięcy dorosłych osobników, a jej trend uznaje się za spadkowy.
Gatunek ten odnotował gwałtowny spadek liczebności na przełomie XX i XXI wieku (nawet o 97% w ciągu 15 lat) i w niektórych rejonach całkowicie wymarł. Główną tego przyczyną było stosowanie niesteroidowego leku przeciwzapalnego (NLPZ) – diklofenaku u zwierząt gospodarskich, głównie bydła. Lek ten jest trujący dla tych ptaków i powoduje niewydolność nerek, a w rezultacie śmierć. Mimo wprowadzonych w regionie zakazów jego stosowania, nadal jest on wykorzystywany, co potwierdzają badania zwłok bydła i sępów. Również inny stosowany w Indiach lek weterynaryjny – ketoprofen – został uznany za śmiertelny dla tych ptaków.